# Merò di Bisanzio
Merò di Bisanzio (in greco antico: Μοιρὼ ἡ Βυζαντία?; ma anche Mòiro, Méro o Míro, Μυρώ) (fl. V-IV secolo a.C.) è stata una poetessa greca antica vissuta tra il V e il IV secolo a.C..

## Biografia
Poetessa epica, elegiaca e lirica, nacque o visse a Bisanzio. Fu moglie del grammatico Andromaco e madre del poeta Omero, uno dei poeti della Pleiade. Merò compose tra l'altro una raccolta di Maledizioni e un Inno a Poseidone.
Di lei restano due epigrammi inclusi nell'Antologia greca e un frammento della Mnemosine.

## Edizione
- J.U. Powell, Collectanea Alexandrina, Oxford, Clarendon Press, 1925 (repr. 1970), pp. 21-23.